# Jake Rosenzweig

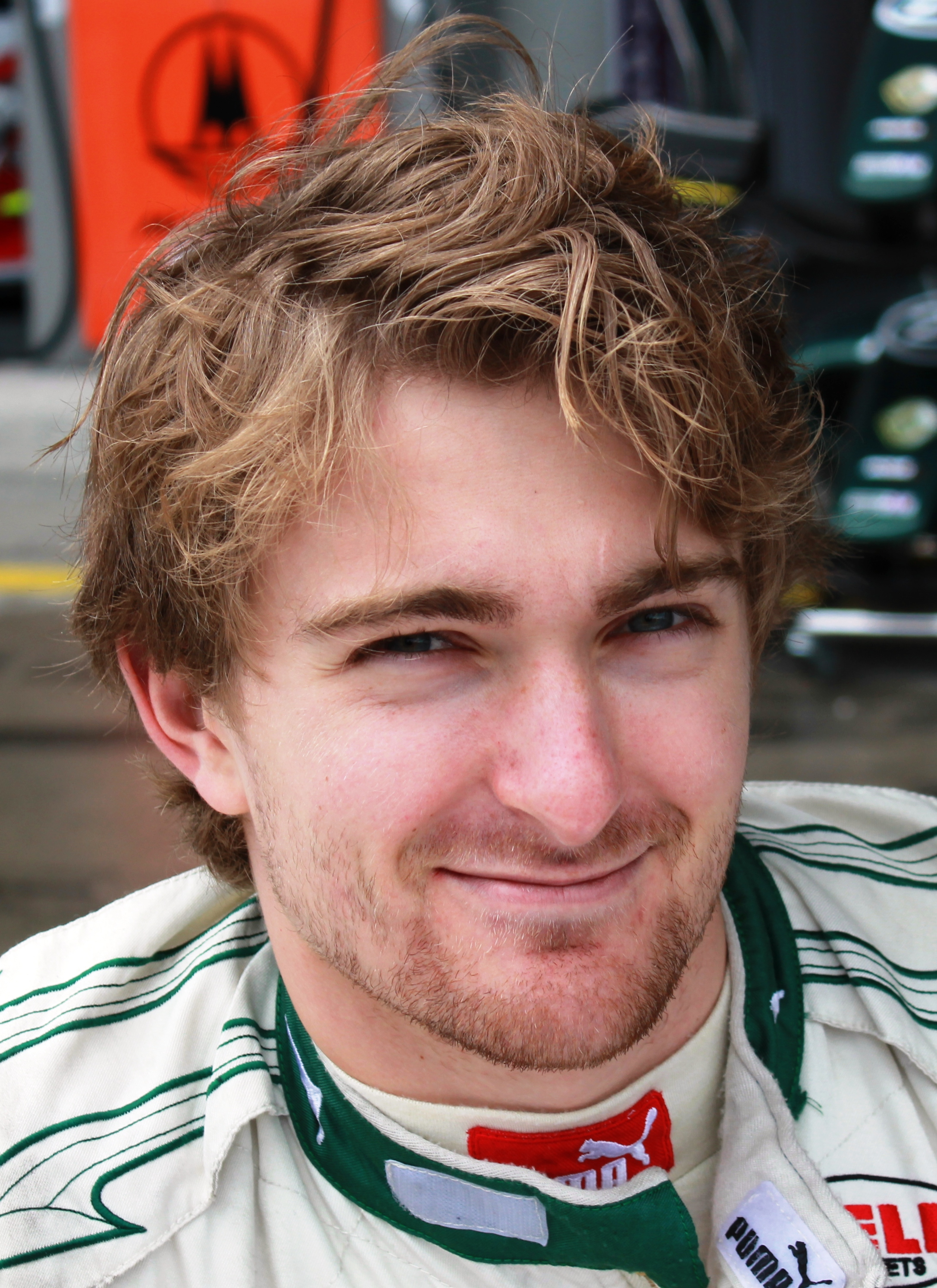
Jake Rosenzweig (2011)

Jake Rosenzweig (* 14. April 1989 in London, Vereinigtes Königreich) ist ein ehemaliger englischer Automobilrennfahrer. Er ging von 2010 bis 2012 in der Formel Renault 3.5 an den Start. 2013 trat er in der GP2-Serie an.

## Karriere
Nachdem Rosenzweig zwischen 1998 und 2007 im Kartsport aktiv gewesen war, wechselte er in den Formelsport. Während er im Formel Renault 2.0 Eurocup mit wenig Erfolg unterwegs war und in der Gesamtwertung nur den 28. Platz belegte, wurde er Achter in der westeuropäischen Formel Renault. Für 2009 wechselte er zu Carlin Motorsport in die Formel-3-Euroserie. Mit einer Podest-Platzierung in Zandvoort belegte er am Saisonende den 18. Gesamtrang. Außerdem startete er für sein Team als Gaststarter bei einem Rennwochenende der britischen Formel-3-Meisterschaft.

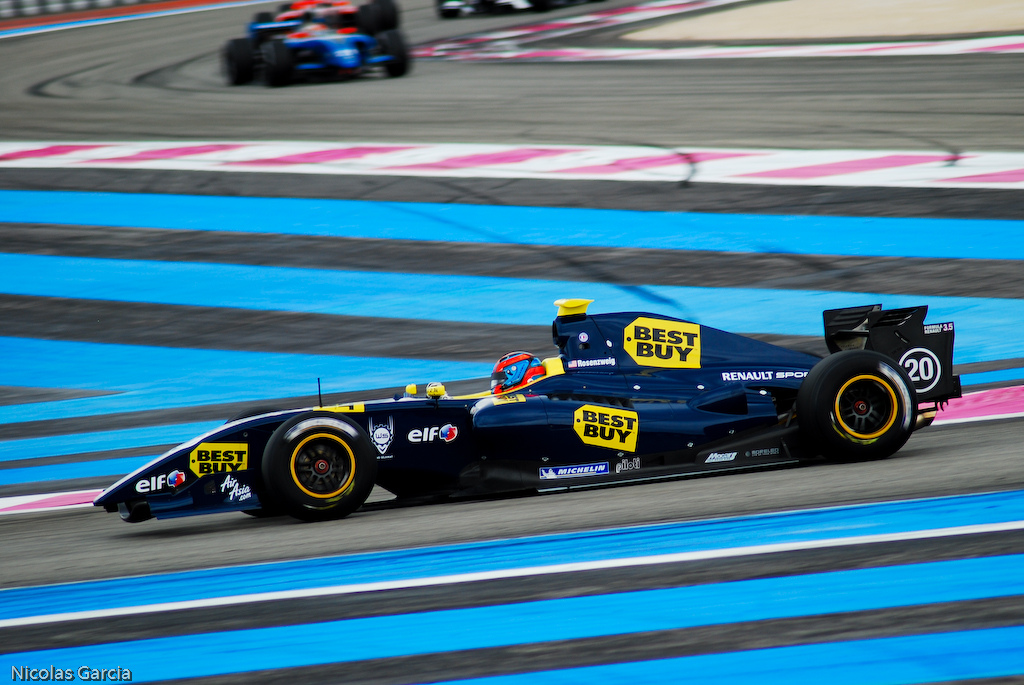
Jake Rosenzweig beim Formel-Renault-Rennen in Le Castellet 2011

In der Saison 2009/2010 der GP2-Asia-Serie ging Rosenzweig in der zweiten Saisonhälfte für Super Nova Racing an den Start und belegte schließlich den 30. Gesamtrang. 2010 ging er für Carlin in der Formel Renault 3.5 an den Start. Während sein Teamkollege Michail Aljoschin den Meistertitel gewann, wies Rosenzweig nur einen siebten Platz als bestes Resultat sowie eine Pole-Position vor. Er beendete die Saison auf dem 19. Gesamtrang. Außerdem nahm er für Super Nova Racing an einem Rennwochenende der Saison 2010 der Auto GP teil und belegte den 17. Platz in der Fahrerwertung. 2011 absolvierte er für Mofaz Racing seine zweite Saison in der Formel Renault 3.5. Nachdem er in den ersten zwölf Rennen nur einen Punkt erzielt hatte, fuhr er in den letzten fünf Rennen dreimal in die Punkte. Ein vierter Platz war sein bestes Resultat. Er schloss die Saison auf dem 15. Platz im Gesamtklassement ab. Im Anschluss an die Saison nahm er für das Barwa Addax Team am GP2 Final 2011 teil und wurde 19. 2012 blieb Rosenzweig in der Formel Renault 3.5. Er startete für ISR. Während sein Teamkollege Sam Bird den dritten Gesamtrang erreichte, erzielte Rosenzweig mit einem sechsten Platz nur bei einem Rennen Punkte. Er lag schließlich auf dem 21. Platz in der Fahrerwertung. Darüber hinaus nahm Rosenzweig an zwei Veranstaltungen der Saison 2012 der GP2-Serie für Barwa Addax teil. Er blieb dort ohne Punkte.
2013 entschied sich Rosenzweig für einen vollständigen Wechsel in die GP2-Serie zu Barwa Addax. Im Gegensatz zu seinem Teamkollegen Rio Haryanto, der einmal Zweiter wurde, erzielte Rosenzweig keine Punkte und schloss die Saison auf dem 28. Gesamtrang ab.

## Statistik

### Karrierestationen
| - 2000–2007: Kartsport - 2008: Formel Renault 2.0 Eurocup (Platz 28) - 2008: Westeuropäische Formel Renault (Platz 8) - 2009: Formel-3-Euroserie (Platz 18) | - 2010: GP2-Asia-Serie (Platz 30) - 2010: Formel Renault 3.5 (Platz 19) - 2010: Auto GP (Platz 17) - 2011: Formel Renault 3.5 (Platz 15) | - 2012: Formel Renault 3.5 (Platz 21) - 2012: GP2-Serie (Platz 32) - 2013: GP2-Serie (Platz 28) |

### Einzelergebnisse in der GP2-Serie
| Jahr | Team             | 1   | 2   | 3   | 4   | 5   | 6   | 7   | 8   | 9   | 10  | 11  | 12  | 13  | 14  | 15  | 16  | 17  | 18  | 19  | 20  | 21  | 22  | 23  | 24  | Punkte | Rang |
| ---- | ---------------- | --- | --- | --- | --- | --- | --- | --- | --- | --- | --- | --- | --- | --- | --- | --- | --- | --- | --- | --- | --- | --- | --- | --- | --- | ------ | ---- |
| 2012 | Barwa Addax Team | MAS | MAS | BRN | BRN | BRN | BRN | ESP | ESP | MON | MON | ESP | ESP | GBR | GBR | GER | GER | HUN | HUN | BEL | BEL | ITA | ITA | SIN | SIN | 0      | 32.  |
| 2012 | Barwa Addax Team |     |     |     |     |     |     |     |     |     |     |     |     |     |     |     |     |     |     |     |     | 18  | 19  | 15  | 17  | 0      | 32.  |
| 2013 | Barwa Addax Team | MAS | MAS | BRN | BRN | ESP | ESP | MON | MON | GBR | GBR | GER | GER | HUN | HUN | BEL | BEL | ITA | ITA | SIN | SIN | UAE | UAE |     |     | 0      | 28.  |
| 2013 | Barwa Addax Team | 18  | 20  | 16  | 19  | 14  | 22  | 14  | 10  | 14  | 21  | 23  | 18  | 25* | 15  | 17  | 21  | DNF | 18  | 15  | 18  | 21* | 11  |     |     | 0      | 28.  |